# Villy (Ardennes)
Villy ist eine französische Gemeinde mit 195 Einwohnern (Stand: 1. Januar 2022) im Département Ardennes in der Région Grand Est. Die Gemeinde gehört zum Arrondissement Sedan und zum Kanton Carignan.

## Geografie
Villy liegt etwa 28 Kilometer ostsüdöstlich vom Stadtzentrum Sedans in den Argonnen nahe der Grenze zu Belgien. Umgeben wird Villy von den Nachbargemeinden Linay im Norden, Fromy im Osten, Margut im Südosten, La Ferté-sur-Chiers im Süden und Südosten, Malandry im Südwesten sowie Sailly im Westen und Nordwesten.

## Bevölkerungsentwicklung
| 1962                      | 1968 | 1975 | 1982 | 1990 | 1999 | 2006 | 2011 | 2016 |
| ------------------------- | ---- | ---- | ---- | ---- | ---- | ---- | ---- | ---- |
| 270                       | 191  | 172  | 146  | 151  | 139  | 180  | 188  | 215  |
| Quelle: Cassini und INSEE |      |      |      |      |      |      |      |      |

## Sehenswürdigkeiten
- Kirche Saint-Martin, nach dem Zweiten Weltkrieg wieder errichtet
- Infanteriewerk La Ferté aus dem Zweiten Weltkrieg